# Eupithecia lanceata
Eupithecia lanceata ist ein Schmetterling (Nachtfalter) aus der Familie der Spanner (Geometridae). Die zuweilen verwendeten Trivialnamen „Fichten-Blütenspanner“, „Fichtennadel-Blütenspanner“ oder „Tannen-Blütenspanner“ sind nicht eindeutig, da beispielsweise auch der Nadelgehölz-Blütenspanner (Eupithecia tantillaria) gelegentlich in der Literatur unter dem Namen „Fichten-Blütenspanner“ auftaucht.

## Merkmale

### Falter
Die Flügelspannweite der Falter beträgt 16 bis 22 Millimeter. Wegen der sehr spitzen Flügelform leitet sich der wissenschaftliche Name der Art vom lateinischen lancea = Lanze ab. Die Grundfarbe sämtlicher Flügel ist überwiegend hell rotbraun oder gelbbraun und mit langen Fransen versehen. In der Mitte der Vorderflügel hebt sich ein schwarzbrauner, länglicher Diskalfleck ab. Durch diesen verläuft eine dunkle halbkreisförmige Ringzeichnung, die ihren Anfang und ihr Ende am Flügelvorderrand hat. Aufgrund dieses typischen Merkmals sind die Falter kaum zu verwechseln. Die Wellenlinie ist zumeist nach innen schwarzbraun angelegt. Zuweilen ist auch das Mittelfeld verdunkelt. Derart gezeichnete Falter zeigen eine entfernte Ähnlichkeit zum Gänsefuß-Blütenspanner (Eupithecia sinuosaria).

### Ei
Das weißgelbe, ovale Ei zeigt an der Schalenskulptur Vertiefungen, die von geschlängelten Erhöhungen eingefasst sind.

### Raupe
Erwachsene Raupen sind sehr schlank, ocker oder braun gefärbt, zeigen dunkle Rücken- und Nebenrückenlinien, einen hellen Längsstreifen sowie eine hell rotbraune oder weißgelbe Seitenkante. Auf der Analklappe hebt sich ein hell umrandeter dunkler Fleck ab.

### Puppe
Von der gelbbraunen Puppe heben sich schwarze Augenflecke ab. Der Hinterleib ist rotbraun und stark glänzend.

## Geographische Verbreitung und Vorkommen
Eupithecia lanceata kommt in West- und Mitteleuropa, im Osten bis nach Sibirien vor. Er fehlt im Mittelmeergebiet. In den Alpen ist er noch in 1400 Metern Höhe zu finden. Die Art bevorzugt Nadel- und Mischwälder.

## Lebensweise
Die Falter sind dämmerungs- und nachtaktiv. Sie fliegen hauptsächlich von März bis Mai und sind damit eine sehr früh im Jahr fliegende Blütenspannerart. So wurden sie auch beim Besuch von Weidenkätzchen beobachtet. Sie erscheinen in beiden Geschlechtern an künstlichen Lichtquellen. Die Raupen leben von Mai bis Juni und ernähren sich bevorzugt von den Nadeln der Gemeinen Fichte (Picea abies). Weibliche Falter legen die Eier einzeln ab, meist an alten Nadeln in der Nähe von sich neu bildenden Trieben. Die Puppen überwintern.

## Gefährdung
In Deutschland kommt Eupithecia lanceata in allen Bundesländern vor und ist nicht gefährdet.